# 史懷哲軍刀
史懷哲軍刀（Schweizersäbel），軍刀之一種，出現於16世紀的瑞士，為歐洲最早使用的軍刀之一。

## 簡介
最早被視為混用劍（bastard sword）的變種。其鋒部以下三分之一為雙刃，其餘部分則為單刃，此一類鋒部稱為假刃（false edge），是讓刀類武器也能行突刺戰法之設計。劍柄搭配護手也是其特色之一。

## 外部連結
- My Armoury images （页面存档备份，存于）